# Эль-Хайте, Хакима
Хакима Эль-Хайте (араб. حكيمة الحياة‎; 13 мая 1963 года, Фес, Марокко) — марокканская учёная-климатолог, политик и предприниматель. Бывшая министр-делегат по вопросам окружающей среды Королевства Марокко (2013—2017), была вице-президентом Объединённой национальной международной климатической конференции (COP21). Является международным координатором партии Народное движение, нынешним президентом Либерального интернационала с декабря 2018 года, первый неевропеец на этом посту. Эль-Хайте является также покровительницей и, прежде, вице-президентом Международной сети либеральных женщин.
Родилась в городе Фес 13 мая 1963 года. Получила степень по биологии и микробиологии от Университета Сиди Мохамеда Бен Абделла в Фесе (1986), степень магистра экотоксикологии от Университета Мулая Исмаила (1987). Также имеет две докторские степени: одну в исследованиях окружающей среды в Университете Мекнеса (1991) и в экологической инженерии в Высшей национальной школе шахт Сент-Этьен во Франции, защитив диссертацию по очистке сточных вод. Она также имеет диплом по политическим коммуникациям в Вашингтонском университете в США (2008).